# The Mountain (álbum de Haken)
The Mountain –en español: «La Montaña»– es el tercer álbum de estudio de la banda de rock progresivo británica Haken. Fue lanzado el 2 de septiembre de 2013 por Inside Out Music. El primer sencillo del álbum, "Atlas Stone", fue lanzado el 17 de julio. Es el último álbum en el que participa el bajista Thomas MacLean.

## Trasfondo y grabación
Los miembros de banda Richard Henshall y Charlie Griffiths dijeron del álbum:

"Para nosotros,The Mountain es un símbolo de nuestro trayecto como banda, pero también refleja las adversidades y las tribulaciones de la vida. Para elaborar las letras hemos profundizado mucho en nuestro interior, lo cual ha dado al álbum una profundidad emocional con la que estoy seguro de que los oyentes se sentirán identificados, sea cual sea la montaña que estén escalando personalmente.
En lo relativo a la música, las nuevas canciones suenan más crudas y más emocionales que cualquier cosas que hayamos creado en el pasado. Todos los elementos esenciales de nuestro sonido siguen aquí, pero han sido concebidos de un modo más directo y centrado. Nos hemos esforzado mucho y verdaderamente creo que este álbum está un escalón más arriba que cualquiera de nuestros trabajos previos."

A diferencia de Aquarius y Visions, en los que todas las letras habían sido escritas por el vocalista Ross Jennings, The Mountain cuenta con contribuciones de todos los miembros de la banda. En una entrevista de 2016, Jennings dijo:

"Sigo sin estar seguro de si el resto de la banda comprendió lo que trataba de expresar con las letras de Aquarius y Visions, lo cual creo que hizo que no se sintiesen tan conectados con esos álbumes. Si hoy en día se lo preguntas, creo que seguirán sin poder explicar las historias o los temas. Así que cuando llegó el momento de escribir The Mountain,  todo el mundo quiso involucrarse en esa parte del proceso."

Según el tecladista Diego Tejeida, la banda "no puso ningún límite sobre como quería que el álbum sonase". Añadió que "The Mountain está tangiblemente influenciado por la música de los 70, y al mismo tiempo recibe varias influencias no relacionadas con el rock progresivo como el ambient, el soul, el jazz, el synthpop de los 80, el minimalismo e incluso la percusión Glitch Hop en 'Because It's There'."
El batería Raymond "Ray" Hearne añadió: "The Mountain tomó algunos caminos diferentes en lo relativo a la letra antes de tomar su forma final. Inicialmente tuvimos un par de ideas cuasi conceptuales, pero pronto empezamos a darnos cuenta de que resultaba demasiado constrictivo, así que cada uno elegimos una canción o dos. [...] Cada uno de nosotros eligió la canción o las canciones que más le gustasen. Después tratamos de reflejar la música con nuestras palabras y viceversa. Nos quedó claro que esa había sido una gran decisión colaborativa a medida que comenzamos a indagar en lo que cada uno de nosotros había hecho y nos íbamos ayudando los unos a los otros con cualquier indicación que hiciese falta. Fue un proceso verdaderamente colaborativo."
El guitarrista y tecladista Richard Henshall dijo que la banda quería sonar más "elemental" que en su trabajo anterior, Visions. " Utilizamos esto como una directriz aproximada y fue con el flujo natural de cosas. [...] Para mí, el resultado fue la expresión más sincera de nuestras emociones y nuestros sentimientos.
Según Jennings, la épica "Falling Back to Earth" está dividida en dos partes ("Rise" y "Fall"). La primera está basada en la historia de Ícaro y trata el tema de "la ambición, el fracaso y la perseverancia, usando la metáfora de las alas y de volar demasiado cerca del sol para representar como afrontamos los retos en la vida y el deseo de demostrar algo a la gente." La segunda está inspirada por la iconografía de la ciencia ficción, "viendo quienes somos y el mundo que nos rodea cuando hemos caído, y la humildad necesaria para alcanzar el perdón y la aceptación de los demás. El ascenso (rise) y la caída (fall) suponen los temas principales alrededor de los cuales se estructura el álbum".
Una versión corta de "Cockroach King" tuvo un vídeo promocional en el que se muestra una versión de la banda adaptada a la estética de los Muppets fabricada por Griffiths y manejada por Rinaldi y Ross. Según Tejeida, la idea era hacer un vídeo con toques cómicos para todas las edades, "alejado del serio protocolo exigido a los vídeos de rock o metal".

## Recepción
The Mountain fue mayormente aclamado por los críticos.
Conor Fynes, de Prog Sphere dijo que álbum es "posiblemente el mejor trabajo de metal progresivo lanzado por el momento en 2013", y añadió: "la influencia de bandas como Dream Theatre y King Crimson es indudablemente evidente, pero Haken ha reivindicado finalmente la posesión de un sonido propio. No obstante, criticó las letras, diciendo que "tienden a ser tan pretenciosas y sobreelaboradas como siempre", aunque nota mejoras en la escritura en comparación con los dos álbumes anteriores.
Anso DF de MetalSucks consideró a The Mountain "una tarea, una interminable, indulgente y en ocasiones molesta odisea, pero afirmó que "fanáticos de Porcupine Tree y Katatonia amarán las melodías melancólicas de The Mountain, si no sus pretenciosos pasajes. Estos últimos tentarán a aquellos con ganas de diversión a estilo Petrucci, pero estarán insatisfechos con la poca frecuencia de riffs pesados. Básicamente, es apenas muy pesado para confundirlo con Cairo. Pero no tan pesado como para co-encabezar una gira de Devin Townsend y Zamfir.
Steven Reid de Sea of Tranquility dijo que el álbum es "deslumbrantemente técnico", pero que "pero no se siente un ejercicio cómo tocar la mayor cantidad de notas en cualquier instrumento dado". También afirmó que "cada instrumentalista pasa a primer plano, pero nunca de manera muy egoísta para dar un paso atrás cuando es necesario.
Kevin de The Monolith lo llamó "un fantástico disco que combina elementos de toda el espectro musical, alardeando jazz, rock progresivo clásico y moderno, y metal como influencias principales, mientras también entretejen coral, funk y soul. Tiene una composición fantástica, una musicalidad asombrosa, una personal y creíble temática y suena claro como el agua.
Robert T, también de Prog Sphere, dio a The Mountain una crítica desigual, señalando que "Haken ha ganado un premio en el supermercado del progresivo, agarrando cualquier influencia que sus ávidas manos puedan, a veces al por mayor, y el producto final es mareante en ambición y alcance. Sin embargo, elogió canciones como "Cockroach King", en la cual noto influencias vocales de Gentle Giant, y "Because It's There", la cual describió como "un ejemplo de altamente habilidosa composición y arreglos.
Ha sido mencionado por el tecladista Jordan Rudess de Dream Theater, como también por el exbaterista de la misma, Mike Portnoy, como uno de 10 los mejores álbumes de 2013. También fue alabado por el bajista Dan Briggs de Between the Buried and Me.
The Mountain le hizo ganar a la banda una base de fanáticos más consistente. En Prog Sphere ganó el primer puesto de los 10 mejores álbumes de 2013, y el cuarto lugar en The Prog Report.

## Lista de canciones
Toda la música fue compuesta por Richard Henshall, excepto "As Death Embraces" por Diego Tejeida. Todos los arreglos por Haken.

| Edición estándar |                         |                                          |          |  |
| N.º              | Título                  | Letras                                   | Duración |  |
| 1.               | «The Path»              | Raymond Hearne                           | 2:46     |  |
| 2.               | «Atlas Stone»           | Hearne, Charlie Griffiths, Ross Jennings | 7:32     |  |
| 3.               | «Cockroach King»        | Henshall                                 | 8:14     |  |
| 4.               | «In Memoriam»           | Griffiths, Jennings                      | 4:17     |  |
| 5.               | «Because It's There»    | Hearne                                   | 4:23     |  |
| 6.               | «Falling Back to Earth» | Griffiths, Jennings                      | 11:50    |  |
| 7.               | «As Death Embraces»     | Tejeida                                  | 3:13     |  |
| 8.               | «Pareidolia»            | Tejeida                                  | 10:50    |  |
| 9.               | «Somebody»              | Thomas MacLean                           | 9:00     |  |
| 62:05            |                         |                                          |          |  |

| Extras de la edición limitada |                     |          |  |
| N.º                           | Título              | Duración |  |
| 1.                            | «The Path Unbeaten» | 2:12     |  |
| 2.                            | «Nobody»            | 4:53     |  |

## Personal
| Haken - Ross Jennings – voz principal - Richard Henshall – guitarras, teclados, coros - Charlie Griffiths – guitarras, coros - Thomas MacLean – bajo, coros - Diego Tejeida – teclados, diseño de sonido, segunda voz en "Pareidolia" - Raymond Hearne – batería, percusión, cimbasso, tuba | Músicos adicionales - Joey 'Dah Lipz' Ryan - trompa - Matthew Lewis - trombón - Barry Clements - trombón bajo | Producción y diseño - Anthony Leung – grabación (batería) - Jens Bogren – mezcla, masterización - Diego Tejeida – mezcla en "The Path Unbeaten" y "Nobody" - Blacklake – ilustraciones, diseño gráfico - Joanna Krause – fotografía |